# Katarina Taikonová
Katarina Taikon-Langhammerová (29. července 1932 Almby, Örebro – 30. prosince 1995 Ytterhogdal, Švédsko) byla švédská romská aktivista, vůdkyně hnutí za civilní práva, spisovatelka a herečka. Byla sestrou herečky Rosy Taikonové.

## Biografie
Katarina Taikonová se narodila 29. července 1932 v Örebru do rodiny kalderášských Romů.
Ve 30. letech ve Švédsku čelili Romové rasovým předsudkům a žili v kempech sdružujících lidi této etnicity. Romské děti v podstatě neměly přístup ke vzdělávání. Samotná Taikonová se naučila číst a psát až v dospívání.
Když jí bylo pouhých 14 let, rodiče ji přinutili vdát se. V manželství nebyla šťastná a hledala způsob, jak se rozvést. Nakonec, po dvou letech, úřady uznaly za dostatečný důvod její začínající hereckou kariéru.
Jako šestnáctiletá si totiž v roce 1948 zahrála v krátkém dokumentárním filmu Arne Sucksdorffa Uppbrott, kde ztvárnila dívku tančící u táborového ohně. Během následující dekády se objevila v několika švédských filmech.
Už v mládí se Taikonová rozhodla zasvětila svůj život zlepšování podmínek pro Romy ve Švédsku a na celém světě.
Účastnila se debat a veřejných diskuzí, dělala rozhovory se švédskými úřady a psala. V roce 1963 vydala knihu Zigenerska (Romka), které se dostalo velké pozornosti. Jednalo se o autobiografické polemické dílo, které upozorňovalo na těžkou situaci Romů a podílu úřadů na této situaci. Díky jejím aktivitám získali Romové stejné právo na bydlení a vzdělání jaké měli všichni ostatní Švédové.
Ve Švédsku platil od roku 1914 zákaz romské imigrace. Taikonová se snažila přesvědčit autority, aby zahraničním Romům dlouhodobý pobyt v zemi umožnily, argumentovala, že lidé, kteří by přišli, jsou vlastně političtí uprchlíci, kteří jsou utiskovaní ve svých státech. Poté, co neuspěla při snaze sehnat povolení k pobytu pro skupinu čtyřiceti sedmi francouzských Romů prchajících před válkou, rozhodla se změnit strategii. Věřila, že mladí lidé mají moc pohnout úřady a začala psát knihy určené pro mladé a dětské čtenáře. Napsala Katitzi, několik dětských knih o svém vlastním dětství. (Série byla úspěšná a v roce 1979 podle ní byl natočen seriál.) V roce 1953 byl i díky jejímu přičinění zákaz romské imigrace zrušen. V roce jeho zrušení tvořilo švédskou romskou menšinu asi 1000 obyvatel, po této legislativní změně jejich počet prudce vzrostl, přistěhovalo se mnoho Romů z okolních států.
Její sestra, herečka Rosa Taikonová, napsala:
"Kdyby se Katarina nerozhodla bojovat proti předsudkům a rasismu ve všech jeho podobách, nepsala knihy, nespočet novinových článků, neoslovila premiéry, vládu, parlament a všechny politické strany, hrozné bezpráví, jehož byli Cikáni po staletí obětí a v jehož důsledku byla moje i předešlé generace zbavena všech občanských práv, by v naší zemi mohlo pokračovat."
Katarina Taikonová se později v životě znovu provdala, vzala si Bjorna Langhammera a porodila mu dvě dcery Niki a Angelicu.
V roce 1982 prodělala srdeční zástavu. Zůstala 13 let v kómatu, ze kterého se nikdy neprobudila. Nakonec zemřela 30. prosince 1995 na cévní mozkovou příhodu.
Katarina Taikonová je nazývána švédským Martinem Lutherem Kingem.